# Tarasovium cornutum
Tarasovium cornutum is een rankpootkreeftensoort uit de familie van de Scalpellidae. De wetenschappelijke naam van de soort is voor het eerst geldig gepubliceerd in 1879 door Sars G.O..